# Накадзима, Мэгуми
Мэгуми Накадзима (яп. 中島 愛 Накадзима Мэгуми, род. 5 июня 1989) — японская певица и актриса. Её отец — японец, мать — филиппинка.
Её дебют как профессиональной певицы состоялся на «Macross 25th Anniversary Concert» 18 апреля 2007 года. Первые записи песен Мэгуми появились в сборнике «Macross Frontier O.S.T.1 Nyan FRO» 4 июня 2008 года.
Мэгуми «подарила» свой голос одному из вокалоидов — Гуми. Образ был навеян одним из персонажей, которого озвучивала Накадзима — Ранкой Ли (Macross Frontier).

## Озвучивание аниме
2007 год
- Macross Frontier — Ранка Ли

2009 год
- Akikan! — Мику
- Basquash! — Цитрон
- Kämpfer — Каэдэ Сакура
- Kobato. — Тико Михара и Тисэ Михара
- Pokémon Diamond and Pearl: Galactic Battles — Котонэ

2010 год
- Fairy Tail — Лира

2011 год
- Sacred Seven — Рури Айба

2012 год
- Kimi no Iru Machi: Tasogare Kousaten — Юдзуки Эба

2013 год
- Kimi no Iru Machi — Юдзуки Эба
- Mondaiji-tachi ga Isekai Kara Kuru Sou Desu yo? — Ё Касукабе

2014 год
- Happiness Charge Precure! — Мэгуми Айно (Кюа Лавли)